# Качинс, Эндрю
Эндрю Качинс (англ. Andrew Carrigan Kuchins, род. 13 февраля 1959, США) — американский политолог, эксперт по вопросам российской политики, кремлинолог.

## Биография
Окончил Амхерстский колледж и Школу им. Пола Нитца по углублённому изучению международных отношений в Университете Джонса Хопкинса.
С 1989 по 1993 годы он занимал должность исполнительного директора программы университетов Беркли и Стэнфорда по изучению Советского Союза и постсоветских стран.
С 1993 по 1997 годы он был старшим сотрудником в Фонде Джона и Кэтрин Макартуров.
С 2003 по 2006 годы Качинс занимал должность директора Московского Центра Карнеги, в период с 2000 по 2003 годы возглавлял Российско-Евразийскую программу Фонда Карнеги за Международный Мир.
С 1997 по 2000 годы Качинс являлся заместителем директора Центра международной безопасности и сотрудничества в Стэнфордском университете.
Он руководил исследованиями и публиковал материалы по внешней политике и вопросам безопасности России. Под редакцией Эндрю Качинса вышли книги «Россия после распада» (2002) и «Россия и Япония: Нерешенная дилемма дальних соседей» (совместно с Цуёси Хасэгавой и Джонатаном Хэсламом, 1993).